# Sinear
Sinear (hebraisk: שִׁנְעָר tr. Šin`ar) eller Shinar er en bred betegnelse for området, der svarer til Mesopotamien, og som findes otte steder i Bibelen (Det Gamle Testamente). I Første Mosebog omtales landet i forbindelse med Nimrods kongedømme omkring byerne Babel, Uruk, Akkad og Calneh i landet Sinear. I kapitlet efter omtales landet som det sted, hvor menneskeheden ville bygge Babelstårnet, og hvor Gud forvirrede sprogene for at forhindre dem i det.
Her var det i følge bibelen stedet hvor den første civilisation opstod efter syndfloden. Der var også kun et sprog lige efter syndfloden.
Landet Sinear var første sted hvor Noa og hans familie efter syndfloden slog sig ned. "Da de brød op mod øst, stødte de på en dal i landet Sinear, hvor de slog sig ned".
Det var også her den berømte Nimrod havde sit rige. "Udgangspunkt for hans kongedømme var Babylon, Erek, Akkad og Kalne i landet Sinear."
I samme kapitel ser vi hvordan menneskerne begyndte at bygge Babelstårnet, i byen Babel (Babylon). Ordet ligner det hebraiske ord for „forvirring”
Da de var gået i gang med at bygge tårnet, "forvirrede gud menneskene ved at give dem forskellige sprog, og som følge deraf spredtes de ud over hele jorden."
Abrahams vandring startede også i hans fødeby Ur, gik igennem byerne i Sinear og så ned igennem Kana'an for at ende i Egypten.